# Mark Medlock
Mark Medlock (Fráncfort del Meno, 9 de julio de 1978) es un cantante alemán y ganador de la 4.ª temporada del programa buscatalentos Deutschland sucht den Superstar  (Alemania busca a la Super Estrella), la versión alemana de American Idol.

## Biografía

### Vida personal
Medlock es el mayor de dos hermanos nacidos de padre afrodescendiente, Larry Medlock (de Georgia) y de madre alemana, Monika, en Fráncfort del Meno, Hesse. Mark y su hermano Larry se criaron en un hogar semi pobre en la vecindad Lohwaldsiedlung de Offenbach am Main durante su infancia, antes de mudarse a la vecindad de Lauterborn en 1997. A la edad de 6 años, Medlock comenzó a cantar gospel, ampliamente influido por su padre y cantantes clásicos de soul como James Brown y Barry White.
A fines de los 90s su madre enfermó de cáncer. Medlock dejó la escuela y la cuidó hasta su muerte en 2000. Dos años más tarde su padre falleció de un ataque al corazón. Entretanto Mark se mantuvo haciendo varios trabajos, incluyendo empleos como enfermero geriátrico, jardinero, swamper y recolector de basura. 
En 2001 Medlock se casó con su novio Stefan Niedenzu. La pareja terminó por divorciarse en 2004, y Mark se mudó a una comunidad con sus tres gatos Aragon, Cookies, y Heaven.

### Deutschland sucht den Superstar
Medlock fue uno de los participantes favoritos desde el comienzo de la competición. Había impresionado a la audiencia y al jurado con su primera interpretación en los "Top 20 motto show" y así continuó hasta el final. Medlock ganó finalmente la competición con el 78.02% de los votos.
Medlock es el único concursante en todas las temporadas de DSDS que ha sacado siempre la mayoría de las votaciones telefónicas en todos los capítulos del programa. Es también uno de los dos ganadores que nunca ha estado entre los tres últimos a lo largo de toda la competición, aparte de ser el primer ganador multirracial.

## Discografía

### Álbumes
- Mr. Lonely (15 de junio de 2007)
- Mr. Lonely (Re-lanzamiento) (28 de julio de 2007)
- Club Tropicana (9 de octubre de 2009)
- Rainbow's end (7 de mayo de 2010)

### Sencillos
| Año  | Título                                     | Álbum          | Chart positions | Chart positions | Chart positions | Chart positions | Chart positions |
| Año  | Título                                     | Álbum          | ALE             | SUI             | AUT             | EUROCHART       | UWC             |
| ---- | ------------------------------------------ | -------------- | --------------- | --------------- | --------------- | --------------- | --------------- |
| 2007 | "Now or Never"                             | Mr. Lonely     | 1               | 1               | 1               | 12              | 38              |
| 2007 | "You Can Get It" (featuring Dieter Bohlen) | Mr. Lonely     | 1               | 3               | 3               | 10              |                 |
| 2009 | "Mamacita"                                 | Club Tropicana | 1               |                 |                 |                 |                 |
| 2009 | "Cloud dancer"                             | Club Tropicana | '               |                 |                 |                 |                 |
| 2009 | "Baby Blue"                                | Club Tropicana | 4               |                 |                 |                 |                 |
| 2010 | "Real Love"                                | Rainbow's End  | 1               |                 |                 |                 |                 |

### Apariciones
- 2007: Power of Love (joined release of all finale participants of DSDS)
  - "Endless Love"
  - "If You Don't Know Me by Now" (Mark y los 10 finalistas de DSDS)

## Certificaciones
| - Mr. Lonely Alemania: 1x Disco de oro (100,000+) - From Mr. Lonely - "Now Or Never" Alemania: 1x Disco de Platino (300,000+) |

## Enlaces
- Wikimedia Commons alberga una galería multimedia sobre Mark Medlock.
- Official site of Mark Medlock Archivado el 10 de noviembre de 2012 en Wayback Machine.
- News Mark Medlock at ModernTalking.ir
- Profile about Mark Medlock at RTL.de
- Radio Comedy at 1live.de